# Руденков, Василий Васильевич
Васи́лий Васи́льевич Руде́нков (3 мая 1931, Жлобин, Жлобинский район, Белорусская ССР, СССР, — 2 ноября 1982) — советский метатель молота. Заслуженный мастер спорта СССР (1960).

## Биография
В 1948 году окончил железнодорожное училище. В 1952 году белорусский метатель молота Михаил Кривоносов стал чемпионом СССР, и под впечатлением от этого Руденков также занялся данным видом спорта под руководством Евгения Шукевича. В 1955 году начал выступать за «Динамо» (Минск). В следующем году перешёл в «Динамо» (Борисов) и получил звание мастера спорта СССР. В 1957 году перешёл в «Динамо» (Москва).
В 1959 году выиграл чемпионат страны, и затем выигрывал его два года подряд. В том же году установил европейский рекорд, метнув молот на 67,92 м.
В 1960 году на Олимпиаде в Риме стал рекордсменом Олимпийских игр с результатом 67,10 м. За выступление на Играх был награждён орденом Трудового Красного Знамени и получил звание заслуженного мастера спорта СССР.
В 1961 году установил свой личный рекорд — 68,94 м.
На чемпионате Европы 1962 года занял 6-е место (63,94 м).
После завершения выступлений работал спортивным инструктором.
В честь Руденкова названа улица в Жлобине.